# Arnaldo Andreoli
Arnaldo Giuseppe Arturo Andreoli (ur. 6 sierpnia 1893 w Modenie, zm. 2 grudnia 1952 w Parmie) – włoski gimnastyk, medalista olimpijski.
W 1920 r. reprezentował barwy Zjednoczonego Królestwa Włoch na letnich igrzyskach olimpijskich w Antwerpii, zdobywając złoty medal w wieloboju drużynowym.